# Aeroportul Regional Alamogordo–White Sands
Aeroportul Regional Alamogordo–White Sands (IATA: ALM, ICAO: KALM, FAA LID: ALM) este un aeroport din New Mexico, Statele Unite ale Americii ce deservește zona Alamogordo. A fost numit după zona deservită.
Situat la o altitudine de 1.280 m, aeroportul dispune de 2 piste.

## Infrastructură

### Piste
Aeroportul dispune de 2 piste. Pista 04/22 are suprafața de asfalt și dimensiunile 9.207 picioare × 150 picioare. Pista 17/35 are suprafața de loam[*] și dimensiunile 3.549 picioare × 190 picioare. 